# Prunus dasycarpa
Prunus dasycarpa är en rosväxtart som beskrevs av Jakob Friedrich Ehrhart. Prunus dasycarpa ingår i släktet prunusar, och familjen rosväxter.

## Underarter
Arten delas in i följande underarter:
- P. d. persicaefolia
- P. d. persicifolia
- P. d. patakii